# Dioxyna thomae
Dioxyna thomae är en tvåvingeart som först beskrevs av Charles Howard Curran 1928.  Dioxyna thomae ingår i släktet Dioxyna och familjen borrflugor. Inga underarter finns listade i Catalogue of Life.